# Manifest des Bundes Demokratischer Kommunisten Deutschlands
Das Manifest des Bundes Demokratischer Kommunisten Deutschlands ist ein im Januar 1978 veröffentlichtes Manifest einer angeblichen Opposition innerhalb der DDR-Staatspartei SED.
Der Verfasser war Hermann von Berg. Das Manifest wurde in zwei Teilen im Nachrichtenmagazin Der Spiegel veröffentlicht und umfasst dreißig Seiten. Datiert ist es auf den Oktober 1977.

## Geschichte des Manifests
Von Berg diktierte konspirativ dem Spiegel-Korrespondenten Ulrich Schwarz, der für Ost-Berliner Redaktionsbüros des Spiegels tätig war, den 1. Teil des Manifests um Weihnachten 1977, den 2. Teil kurz vor Silvester 1977. Als Reaktion auf die Veröffentlichung im Spiegel am 2. und 9. Januar 1978 wurde das Büro am 10. Januar 1978 geschlossen.
Das Manifest sorgte durch seine Veröffentlichung für erhebliche Irritationen in Ost und West. Die SED-Führung vermutete, dass es sich bei dabei um eine gemeinsame Aktion des Spiegels und des Bundesnachrichtendienstes handelte; so teilte das Außenministerium der DDR dem Spiegel per Fernschreiben mit:

„Ihr Blatt hat in den letzten Monaten in ständig steigendem Maße die Deutsche Demokratische Republik und ihre Verbündeten böswillig verleumdet und vorsätzlich den Versuch unternommen, durch erfundene Nachrichten und Berichte die Beziehungen zwischen der Deutschen Demokratischen Republik und der Bundesrepublik Deutschland zu vergiften. Eine besondere Rolle ist dabei offensichtlich dem von Ihnen gemeinsam mit dem Bundesnachrichtendienst der BRD fabrizierten üblen Machwerk 'Bruch in der SED' zugedacht. In ihm werden in besonders infamer Weise das Staatsoberhaupt und anderer führende Persönlichkeiten der DDR verleumdet. ... Das Ministerium für Auswärtige Angelegenheiten der Deutschen Demokratischen Republik sieht sich daher veranlasst, die Genehmigung zur Eröffnung Ihres Büros in der Hauptstadt der DDR, Berlin, aufzuheben und das Büro mit sofortiger Wirkung zu schließen.“

In der Folge wurde allen Spiegel-Mitarbeitern bis 1985 die Einreise in die DDR verwehrt. Von Berg wurde im Laufe des Jahres 1978 verhaftet und kam beim MfS in Untersuchungshaft; er wurde drei Monate lang verhört. Er verlor seine Professur und verließ die DDR 1986. Seine Urheberschaft wurde erst in den 1990er Jahren öffentlich.
Bundeskanzler Helmut Schmidt sah durch das Dokument die Entspannungspolitik zwischen beiden Staaten gefährdet. Das Manifest wurde auch im Bundestag erörtert.

## Inhalt
Von Berg nennt in dem Manifest den realen Sozialismus in der DDR einen „pseudosozialistischen Spätkapitalismus“ sowie die Führung der DDR, das Politbüro, reaktionär und überlebt. Er fordert, auf eine „demokratisch-kommunistische Ordnung hinzuwirken, in der alle Menschenrechte für jeden Bürger voll verwirklicht sind“.
Von Berg analysiert in der Folge wichtige Bereiche aktueller Politik aus der Sicht des fiktiven Bundes Demokratischer Kommunisten Deutschlands – Krieg und Frieden, Reformkommunismus und sowjetische Orthodoxie, Deutschlandpolitik, sowie die innere Situation der DDR.
Er fordert eine Wiedervereinigung Deutschlands sowie weitreichende politische Reformen.